# 4º Reggimento alpini paracadutisti

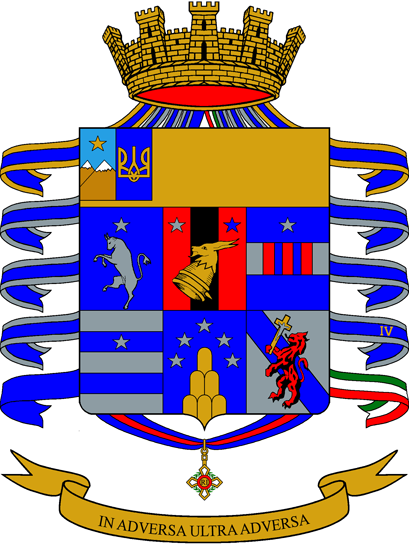
Wappen des 4. Alpini-Regiments

Das 4. Alpini-Fallschirmjägerregiment (it. 4º Reggimento Alpini Paracadutisti) ist ein Luftlandeverband und eine Spezialeinheit der italienischen Alpini. Seit Ende 2010 hat das Regiment seinen Sitz in Montorio Veronese bei Verona, davor war es lange Zeit in Bozen stationiert. Truppendienstlich untersteht es seit 2013 dem Spezialkräftekommando des Heeres. Daneben ist es in das Spezialkräftekommando (COFS) des italienischen Generalstabs eingebunden.

## Auftrag
Die wichtigsten Aufgaben des Regiments sind
- handstreichartige Angriffe gegen ausgewählte Ziele im feindlichen Hinterland;
- Einsätze als mobile Eingreiftruppe bei besonderen Situationen;
- traditionelle Einsätze als Gebirgsjäger.

## Organisation und Ausrüstung
Das 4. Alpini-Regiment ist derzeit (Stand: September 2022) folgendermaßen gegliedert:
- Regimentsstab
- Stabs- und Versorgungskompanie
- Alpini-Bataillon Monte Cervino
  - 1. Ranger-Kompanie
  - 2. Ranger-Kompanie
  - 29. Ranger-Kompanie
  - 80. schwere Kompanie
- Alpini-Bataillon Intra
  - 7. Ausbildungskompanie (Fortbildung und Spezialisierung)
  - 24. Unterstützungskompanie (Fernmelder, Transport, Sanitäter)

In der schweren Kompanie finden sich Spike-Panzerabwehrraketen und 81-mm-Mörser. Im Einsatz werden diese je nach Bedarf an die anderen Kompanien abgegeben, weswegen sich die vier Kompanien des Bataillons Monte Cervino im Grunde wegen des Austauschs von Teileinheiten nicht wesentlich unterscheiden. Jede Kompanie hat einen Aufklärungszug, dessen Personal auf Military Freefall spezialisiert ist.
Für die Regimenter des Spezialkräftekommandos wurde die A2-Version des Beretta ARX-160-Sturmgewehrs, Kaliber 5,56 mm × 45, entwickelt, welches seit 2017 das Standardgewehr in den Einsatzkompanien ist. Des Weiteren verfügt das Regiment über STEYR AUG und M-4-Sturmgewehre. Zusätzlich werden halbautomatische Benelli M4 Super 90 Repetierschrotflinten mit Magazinzuführung genutzt. Die Kompanien verfügen unter anderem über Mehrzweckfahrzeuge vom Typ VTLM “Lince” und über Transportpanzer vom Typ “Puma”.
Bis 2010 wurde das Regiment vor allem vom 4. Heeresfliegerregiment “Altair” in Bozen unterstützt. Heute nutzt es zusammen mit dem 8. Luftlandepionierregiment “Folgore” (Legnago) vor allem den Militärflugplatz Verona, welcher der 46. Lufttransportbrigade der Luftwaffe (Pisa) und Heeresfliegereinheiten als vorgeschobener Stützpunkt (Forward Operating Base) dient.

## Rekrutierung und Ausbildung
Das Ausbildungszentrum des Spezialkräftekommandos des Heeres in Camp Darby bei Livorno ist für die Rekrutierung und die Grundausbildung aller Spezialkräfte des Heeres zuständig. Auf ein Auswahlverfahren folgt dort eine einheitliche Grundausbildung für Spezialkräfte (Operatore Basico per Operazioni Speciali, OBOS), einschließlich einer Fallschirmjägerausbildung bei der Luftlandeschule in Pisa. Die Grundausbildung überstehen in der Regel weniger als die Hälfte der Teilnehmer. Es folgt beim 4. Alpini-Regiment eine in mehrere Abschnitte unterteilte, insgesamt 41 Wochen dauernde Jagdkampfausbildung zum Ranger, ein Begriff der von den United States Army Rangers stammt. Den Abschluss bildet eine amphibische Ausbildung bei Livorno, die zwischen zwei und vier Wochen dauert. Später folgen Spezialausbildungen im SERE, unter anderem beim deutschen Ausbildungszentrum Spezielle Operationen in Pfullendorf (dort auch Combat Medic, Close Quarter Battle, Advanced Operations Planning Courses).

## Geschichte

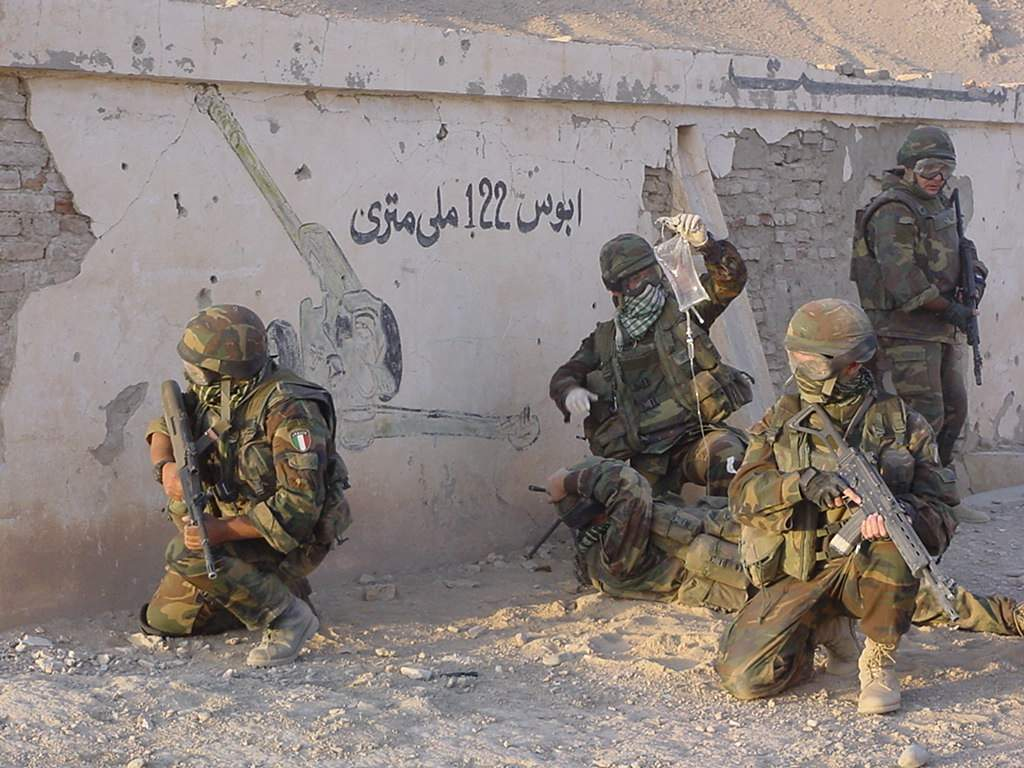
Soldaten des 4. Alpini-Regiments 2007 in Afghanistan

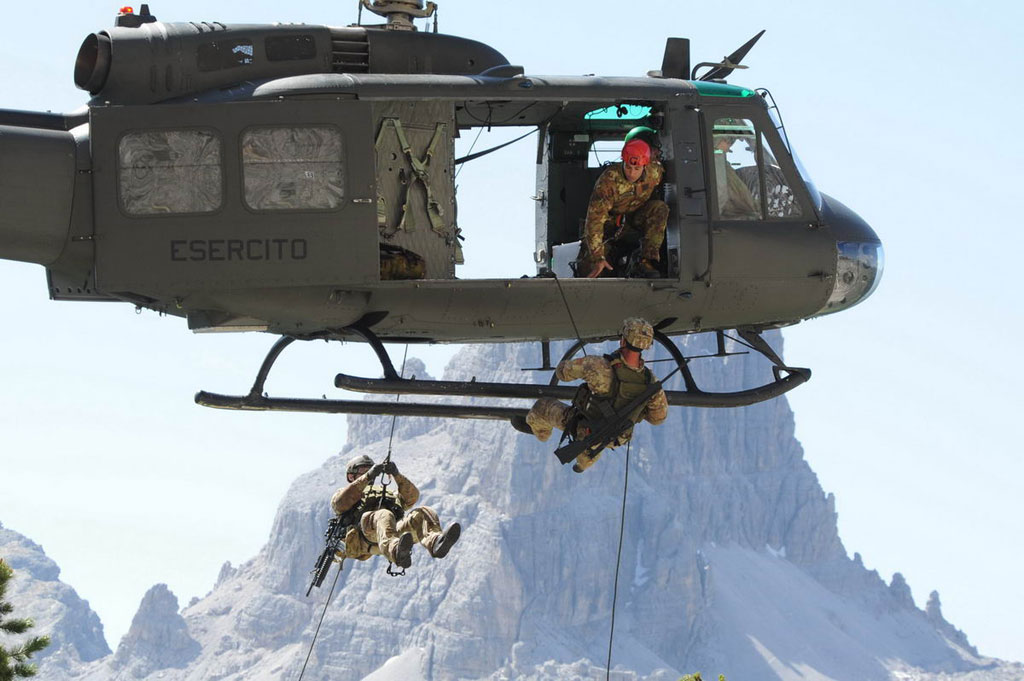
Alpini des 4. Regiments, Übung Falzarego 2011

Das 4. Alpini-Regiment entstand im Jahr 1882 aus dem Bataillon Aosta als Gebirgsverband für den nördlichen Abschnitt der Westalpen. Bis 1909 führte es die Bataillone Pinerolo, Aosta und Ivrea, dann die Bataillone Ivrea, Aosta und Intra. Im Ersten Weltkrieg kämpften die Bataillone zusammen mit Reservebataillonen des Regiments eher selbständig bzw. im Rahmen anderer Verbände. Das Bataillon Aosta zeichnete sich dabei 1917 auf dem Monte Vodice und 1918 auf dem Monte Solarolo besonders aus.
Im Zweiten Weltkrieg kamen zu den drei eigentlichen Bataillonen wiederum einige Reserveverbände hinzu, darunter das Skibataillon Monte Cervino. Dieses Bataillon kämpfte Ende 1942, Anfang 1943 im Rahmen des Alpinikorps an der Ostfront, das dort im Verlauf einer sowjetischen Offensive für zwei Wochen von den eigenen Linien abgeschnitten wurde. Hinter der Front zeichnete sich das Bataillon im Kampf gegen überlegene Panzerverbände aus, insbesondere bei Olkawaktka, Klinowij, Jahodnj, Iwanowka, Kolkos Selenj Iar und Rossosch. Die zweiwöchigen ununterbrochenen Kämpfe bei starkem Frost überlebte nur ein Bruchteil des Bataillons, dem es dennoch gelang, die feindliche Umkreisung zu durchbrechen und sich wieder eigenen Truppen anzuschließen.
Nachdem das 4. Alpini-Regiment bis 1945 in Italien im Rahmen des Corpo Alpino Piemonte am Befreiungskrieg gegen den Nazifaschismus teilgenommen hatte, wurde es 1946 mit den Bataillonen Aosta, Saluzzo, Susa und Mondovi zum Grundstock für den Aufbau der neuen Alpini-Brigade Taurinense. Als man 1975 die Regimentsebene abschaffte, übernahm die Taurinense die Verbände des 4. Regiments direkt. Das Alpini-Bataillon Aosta übernahm die Traditionen des 4. Regiments und ging als Ausbildungsverband an die Gebirgs- und Winterkampfschule in Aosta.
Im Jahr 1952 begann man bei der neuen Alpini-Brigade Tridentina in Brixen (Südtirol) mit der Aufstellung eines Alpini-Fallschirmjägerzuges. In den Jahren danach entstanden solche Züge auch bei den anderen vier Alpini-Brigaden in Turin, Meran, Belluno und Udine. Am 1. April 1964 wurden diese fünf, mit jeweils 54 Mann relativ großen Züge in Bozen zur Fallschirmjägerkompanie des IV. Gebirgskorps zusammengefasst. Diese Kompanie nahm 1990 den Beinamen Monte Cervino an und führte die Traditionen des früheren Skibataillons weiter. 1996 baute man die Kompanie zum Alpini-Fallschirmjägerbataillon Monte Cervino aus, das seit dem 25. September 2004 dem vorwiegend aus Traditionsgründen reaktivierten 4. Alpini-Regiment untersteht.
Die Alpini-Fallschirmjäger nahmen in den letzten Jahren an etlichen Einsätzen und Übungen im Ausland teil, so 1993–94 in Mosambik, 1997 in Bosnien und 1998 an der Übung „Strong Resolve“ in Norwegen. Sie wurden auch im Irak und im Libanon eingesetzt. Das Regiment war mit Teileinheiten etliche Jahre in Afghanistan aktiv.
Nach längeren Überlegungen wurde im November 2010 die Verlegung des Verbandes von Bozen nach Verona beschlossen. 2013 erfolgte die Ausgliederung aus dem Gebirgstruppenkommando (ehemals IV. Gebirgskorps) und die Unterstellung unter das neue Spezialkräftekommando des Heeres.